# The Star-Spangled Banner
The Star-Spangled Banner er USA's folkelige nationalmelodi. Teksten blev skrevet i 1814 af den 35-årige Francis Scott Key efter at han havde overværet bombardementet af Baltimores Fort McHenry under 1812-krigen. Key havde entret et britisk krigsskib for at forhandle frigivelsen af en ven som var blevet anklaget for at huse britiske desertører. Den britiske kommandant var villig til at frigive begge, men af sikkerhedsgrunde først dagen efter, da den britiske flåde angreb fortet i løbet af natten.
Den næste dag skrev Key et digt, The Defense of Fort McHenry. Musikken til teksten var en dengang populær melodi, To Anacreon in Heaven, som blev skrevet omkring 1800 af John Stafford Smith. Denne har også været nationalmelodi for Luxembourg.
Melodien blev USA's nationalmelodi den 4. marts 1931.
Når den synges offentligt (før større sportsbegivenheder) bliver versene efter det første ofte udeladt.
America the Beautiful, My Country, Tis of Thee og God Bless America bliver ofte opfattet som uofficielle amerikanske nationalmelodier.

## Sangteksten
Oh, say can you see by the dawn's early light
What so proudly we hailed at the twilight's last gleaming?
Whose broad stripes and bright stars through the perilous fight,
O'er the ramparts we watched were so gallantly streaming?
And the rocket's red glare, the bombs bursting in air,
Gave proof through the night that our flag was still there.
Omkvæd
Oh, say does that star-spangled banner yet wave
O'er the land of the free and the home of the brave?
On the shore, dimly seen through the mists of the deep,
Where the foe's haughty host in dread silence reposes,
What is that which the breeze, o'er the towering steep,
As it fitfully blows, half conceals, half discloses?
Now it catches the gleam of the morning's first beam,
In full glory reflected now shines in the stream
Omkvæd
'Tis the star-spangled banner! Oh long may it wave
O'er the land of the free and the home of the brave.
And where is that band who so vauntingly swore
That the havoc of war and the battle's confusion,
A home and a country should leave us no more!
Their blood has washed out of their foul footsteps' pollution.
No refuge could save the hireling and slave
From the terror of flight and the gloom of the grave
Omkvæd
And the star-spangled banner in triumph doth wave
O'er the land of the free and the home of the brave.
Oh! thus be it ever, when freemen shall stand
Between their loved home and the war's desolation!
Bles't with victory and peace, may the heav'n rescued land
Praise the Power that hath made and preserved us a nation.
Then conquer we must, when our cause it is just,
And this be our motto: "In God is our trust."
Omkvæd
And the star-spangled banner in triumph shall wave
O'er the land of the free and the home of the brave.